# Crypthelia fragilis
Crypthelia fragilis is een hydroïdpoliep uit de familie Stylasteridae. De poliep komt uit het geslacht Crypthelia. Crypthelia fragilis werd in 1983 voor het eerst wetenschappelijk beschreven door Cairns. 